# Stadslandgoed de Kemphaan
Stadslandgoed de Kemphaan is een park in Almere dat bestaat uit diverse natuurinitiatieven, waaronder een (kinder)boerderij, een wandelgebied, een natuur-informatiecentrum en parklandschappen. Ook werd er een gebouw met moderne architectuur en gebruik van natuurlijke materialen neergezet, waarin, naast kantoorruimte, ook horeca is gevestigd. Het landgoed is opgezet om de bevolking van Almere de gelegenheid te geven kennis te maken met de natuur. Ook de Stichting AAP, de Almere Jungle, een buitencentrum van Staatsbosbeheer en een natuurkampeerterrein zijn gevestigd op het stadslandgoed.
Op het stadslandgoed worden activiteiten georganiseerd, zoals de Afrikadag, bloemen- en plantenbeurzen en de Sterrenkijkdagen.
Beatrixpark ·
Beginbos ·
Bos der Onverzettelijken ·
Cascadepark ·
Den Uylpark ·
Ebenezer Howardpark ·
Hannie Schaftpark ·
Homeruspark ·
Stadslandgoed de Kemphaan ·
Kromslootpark ·
Lage Vaartoever ·
Laterna Magikapark ·
Leeghwaterplas ·
Lumièrepark ·
Meridiaanpark ·
Muzenpark ·
Noorderleede Oever ·
Oostelijke Groene Wig ·
Overgooische Zoom ·
Polderpark ·
Vroege Vogelbos ·
Westelijke Groene Wig